# Волнут-Гров (Алабама)
Волнут-Гров (англ. Walnut Grove) — місто (англ. town) в США, в окрузі Етова штату Алабама. Населення — 773 особи (2020).

## Географія
Волнут-Гров розташований за координатами 34°3′53″ пн. ш. 86°17′14″ зх. д. / 34.06472° пн. ш. 86.28722° зх. д. (34.064595, -86.287170).  За даними Бюро перепису населення США в 2010 році місто мало площу 13,05 км², з яких 13,02 км² — суходіл та 0,03 км² — водойми.

## Демографія
Згідно з переписом 2010 року, у місті мешкало 698 осіб у 285 домогосподарствах у складі 199 родин. Густота населення становила 53 особи/км².  Було 321 помешкання (25/км²).
Расовий склад населення:
| - 96,6 % — білих - 0,6 % — корінних американців - 0,1 % — азіатів - 1,3 % — осіб інших рас |

До двох чи більше рас належало 1,4 %. Частка іспаномовних становила 1,6 % від усіх жителів.
За віковим діапазоном населення розподілялося таким чином: 22,6 % — особи молодші 18 років, 61,5 % — особи у віці 18—64 років, 15,9 % — особи у віці 65 років та старші. Медіана віку мешканця становила 41,6 року. На 100 осіб жіночої статі у місті припадало 107,1 чоловіків;  на 100 жінок у віці від 18 років та старших — 97,1 чоловіків також старших 18 років.
Середній дохід на одне домашнє господарство  становив 47 830 доларів США (медіана — 38 846), а середній дохід на одну сім'ю — 54 656 доларів (медіана — 46 397). За межею бідності перебувало 10,3 % осіб, у тому числі 2,6 % дітей у віці до 18 років та 0,8 % осіб у віці 65 років та старших.
Цивільне працевлаштоване населення становило 323 особи. Основні галузі зайнятості: виробництво — 14,6 %, освіта, охорона здоров'я та соціальна допомога — 12,4 %, роздрібна торгівля — 12,1 %.